# Pearce Dome
Pearce Dome är en bergstopp i Antarktis. Den ligger i Västantarktis. Argentina, Chile och Storbritannien gör anspråk på området. Toppen på Pearce Dome är 789 meter över havet, eller 269 meter över den omgivande terrängen. Bredden vid basen är 2,1 km.
Terrängen runt Pearce Dome är huvudsakligen kuperad, men österut är den platt. Trakten är obefolkad. Det finns inga samhällen i närheten. 